# Нерви
 Тази статия е за Нерви.  За анатомия вижте Нерв.  
Нерви (на италиански: Nervi) е бивш морски курортен град в Италия, днес квартал на Генуа. Населението му е около 11 000 жители.